# Kosovska Kamenica
Kosovska Kamenica (se citește Kosovska Kamenița) (albaneză Kamenica sau Dardana, sârbă Kosovska Kamenica sau Косовска Каменица) este un oraș și municipiu în partea de est a provinciei Kosovo.

## Geografia și populația
În 2003, populația municipiului din Kamenica era de 63,000 de cetățeni. Municipiul face parte din districtul Gnjilane din estul provinciei Kosovo.
Kamenica este municipiul cel mai estic din Kosovo. Populația actuală este formată din 82% de albanezi kosovari, 17% de sârbi kosovari, și un număr mic de romi.

## Demografie
| Structura etnică, inclusiv psi (persoane strămutate intern)                                            |          |       |        |       |      |      |        |
| An / Populație                                                                                         | Albanezi | %     | Sârbi  | %     | Romi | %    | Total  |
| 1961                                                                                                   | 24,549   | 57.74 | 16,973 | 39.92 | 644  | 1.51 | 42,519 |
| 1971                                                                                                   | 29,268   | 62.94 | 16,550 | 35.59 | 474  | 1.02 | 46,505 |
| 1981                                                                                                   | 32,390   | 67.03 | 14,813 | 30.66 | 868  | 1.8  | 48,320 |
| 1991                                                                                                   | 37,632   | 73.4  | 12,930 | 25.2  | 573  | 1.1  | 51,272 |
| August 2003                                                                                            | 52,000   | 82.5  | 10,500 | 16.6  | 500  | 0.8  | 63,000 |
| Ref: Recensământul populației Iugoslaviei de-a lungul anului 1991, și estimările OSCE pentru anul 2003 |          |       |        |       |      |      |        |